# Mégabaze
Mégabaze est l'un des deux généraux perses de Xerxès Ier avec Préxaspe, qui dirige l'aile droite de la flotte battue par Thémistocle à la bataille de Salamine en 480 av. J.-C..
D'après Hérodote, il serait le fils de Zopyre.
Hérodote mentionne (en VII, 82) un Mégabaze fils de Zopyre et petit-fils de Mégabyze (l'un des Sept selon une note d'Andrée Barguet).
Hérodote dit aussi ceci en parlant de la flotte perse à Salamine : « Voici les noms des chefs de la flotte : Ariabignès fils de Darius, Préxaspe fils d'Aspathinès, Mégabaze fils de Mégabatès, Achéménès fils de Darius. » Hérodote, L'Enquête VII, 97.
Après Salamine, il réprime la révolte d'Inaros, chef libyen qui s'était rendu maître d'une partie du Delta du Nil, et chasse d'Égypte leurs alliés athéniens. Il nomme Arsamès satrape d'Égypte.